# 가스미가세키 커먼게이트

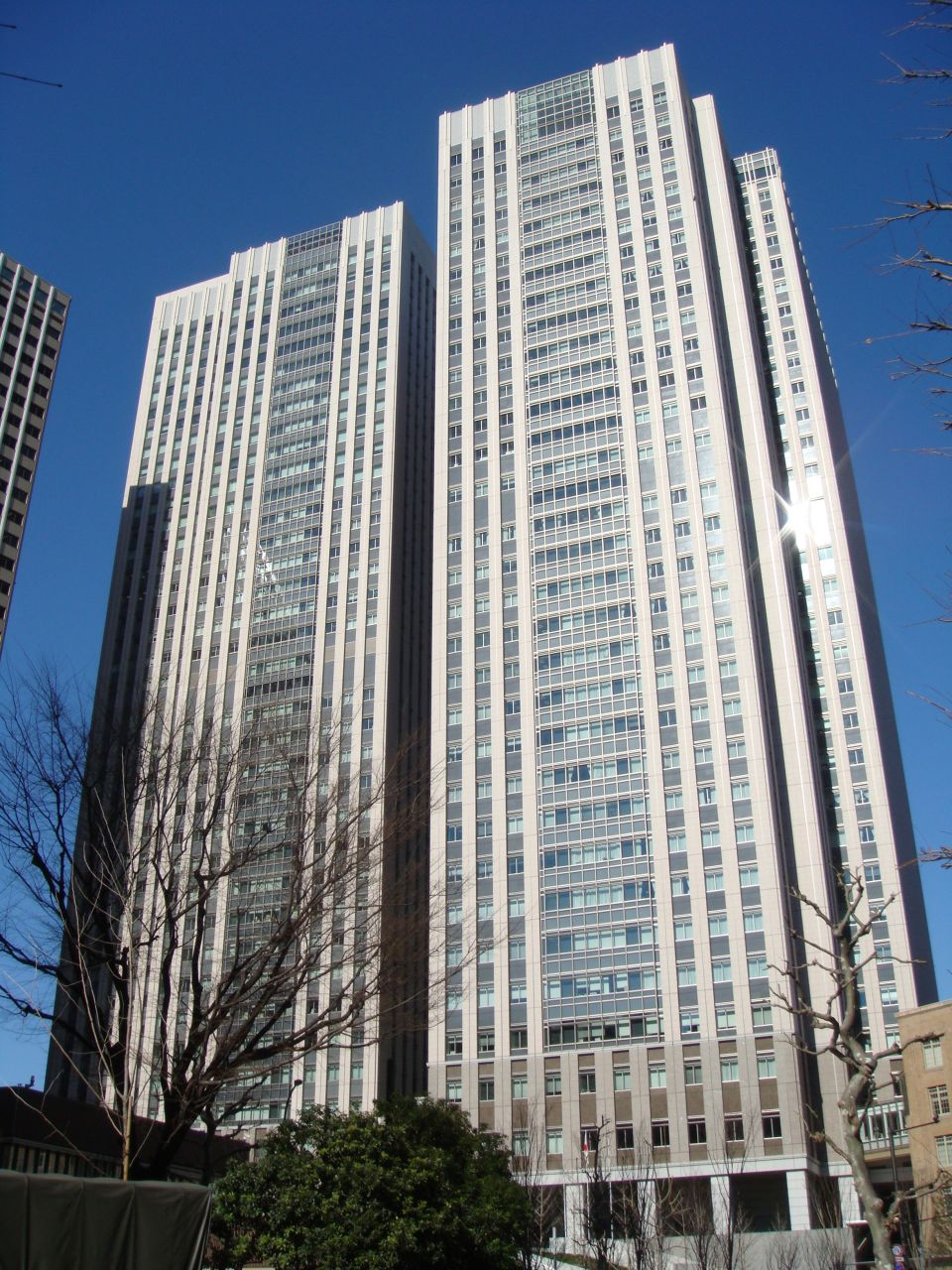
가스미가세키 커먼게이트(2008년 2월)
오른쪽이 동관, 왼쪽이 서관

가스미가세키 커먼게이트(霞が関コモンゲート)는 도쿄도 지요다구 가스미가세키 3초메의 구 문부과학성과 회계검사원의 청사를 중심으로 하여 재개발사업이 된 지구의 명칭이다. 가스미가세키 R7 프로젝트라고 하는 가칭으로 불리다가, 2007년 6월 29일에 정식명칭이 가스미가세키 커먼게이트로 결정되어 발표되었다.

## 개요
구 문부과학성 청사와 회계검사원 청사에 민자를 유치하여 개축한 중앙합동청사 제7호관 정비 등의 사업과 독립행정법인 도시재생기구가 실시하는 가스미가세키 3초메 남지구 제1종 시가지 재개발 사업을 병행하여 실시한 대규모 프로젝트로서, 이하의 4개 시설 등이 건설되어 있다. 민자 부분은 신일본제철 그룹이 민간사업자로 선정되어 있다.
- 동관
문부과학성, 회계검사원이 입주하고 있는 지상 33층·지하 2층의 마천루.
- 서관
금융청, 가잔카이간(霞山会館), 민간의 사무실·점포 등이 입주하고 있는 지상 38층·지하 3층의 마천루.
- 구 문부성 청사
구 문부성 청사를 개축한 지상 6층의 시설. 문부과학성, 문화청이 입주.
- 어넥스
점포 등이 입주한 광장에 면한 저층(지상 2개층)의 시설.

마천루인 동관과 서관의 높이는, 인접하고 있는 일본 최초의 마천루 가스미가세키 빌딩의 높이인 147미터를 웃돈다.

## 건축 개요

### 전체
- 부지 면적 : 24,232.08평방미터
- 건축 면적 : 13,556.40평방미터
- 연면적 : 253,424.54평방미터
- 민자 유치 사업자 : 가스미가세키 7호관 PFI 주식회사(霞が関7号館PFI㈱) - 출자기업 신닛테쓰 엔지니어링, 다이세이 건설, 도쿄다테모노, 도요타쓰쇼 등.
- 보유취득자 : 가스미가세키 개발특정목적회사 - 출자기업 : 도쿄다테모노, 고쿄다테모노, 도요다쓰쇼, 신닛테쓰 도시개발, 일본토지건물

### 동관
- 층수 : 지상 33층, 옥탑 1층, 지하 2층
- 높이 : 최상부 156.67미터, 건축물 156.67미터, 헌고 155.82미터
- 연면적 : 132,253평방미터
- 구조 : 철골조
- 설계 : 쿠메 설계, 다이세이 건설, 신일본제철
- 시공 : 다이세이 건설, 신일본제철, 일본전설, 미쓰이 중공업JV
- 착공 : 2005년 1월 7일
- 준공 : 2007년 10월 2일

### 서관
- 층수 : 지상 38층, 옥탑 1층, 지하 3층
- 높이 : 최상부 175.78미터, 건축물 175.78미터, 헌고 173.63미터
- 연면적 : 118,713평방미터
- 구조 : 철골조
- 설계 : 쿠메 설계, 다이세이 건설, 신일본제철
- 시공 : 다이세이 건설, 신일본제철, 일본전설, 미쓰이 중공업JV
- 착공 : 2005년 1월 7일
- 준공 : 2007년 10월 2일

## 같이 보기
- 가스미가세키 빌딩